# Mineralizacja (gleboznawstwo)
Mineralizacja – w gleboznawstwie proces rozkładu detrytusu do prostych cząstek mineralnych (nieorganicznych), np. CO2, H2O, NH3, H2S, zachodzący równocześnie z procesem humifikacji, prowadzącym do powstawania próchnicy. Proces mineralizacji zachodzi szybciej w warunkach tlenowych (z udziałem bakterii aerobowych) niż beztlenowych (z udziałem anaerobów). Proces aerobowy to butwienie, zaś anaerobowy to gnicie.